# Mansão Margarida Costa Pinto
Margarida Costa Pinto é um arranha-céu do município brasileiro de Salvador. Com 43 andares, tem 135 metros medidos a partir da entrada principal, e 154 metros a partir da entrada secundária. Sendo então o 2º mais alto da capital e estado, apenas atrás da Mansão Wildberger. É um dos maiores edifícios do Brasil.
O Edifício Mansão Margarida Costa Pinto é um condomínio residencial de alto luxo situado em área nobre da cidade de Salvador, o Corredor da Vitória, trecho da Avenida Sete. Com um apartamento por andar, este remete aos típicos edifícios luxuosos da região da Vitória/Barra.
O preço de venda de uma unidade neste edifício varia de R$ 7.500.000,00 a R$15.000.000,00. Entre os diferenciais do edifico estão um teleférico que faz a ligação entre o hall interno, o restaurante e píer exclusivo do prédio.[carece de fontes?]